# Oyama (Shizuoka)
Oyama (小山町 Oyama-chō?) es un pueblo en la prefectura de Shizuoka, Japón, localizado en el centro-este de la isla de Honshū, en la región de Chūbu. Tenía una población estimada de 18 181 habitantes el 1 de marzo de 2021 y una densidad de población de 134 personas por km².

## Geografía
Oyama está localizado en el extremo noreste de la prefectura de Shizuoka, lindando con las prefecturas de Yamanashi y Kanagawa. Ubicada entre las montañas Tanzawa y las estribaciones del monte Fuji, el pueblo tiene una altitud promedio de 800 metros y un clima fresco con fuertes lluvias. Alrededor del 65% del pueblo está cubierto de bosques. Limita con las ciudades de Gotenba y Fujinomiya en Shizuoka, la ciudad de Minamiashigara y los pueblos de Hakone y Yamakita en Kanagawa, así como con la ciudad de Fujiyoshida y la villa de Yamanakako en Yamanashi.

## Historia
Una pequeña ciudad existía en esta área desde el período Heian, ya que Oyama se encuentra en la base del paso Ashigara en la ruta principal que conecta las antiguas provincias de Sagami con Kai y Suruga. El área era principalmente territorio bajo control directo del shogunato Tokugawa en el período Edo. Con el establecimiento del sistema de municipios modernos a principios del período Meiji el 1 de abril de 1889, el área se reorganizó en las villas de Rokugo, Kannuma, Ashigara, Kitago y Subashiri dentro del distrito de Suntō, dos meses después de la apertura de la estación Suruga-Oyama en la línea principal de Tōkaidō.
Las villas de Rokugo y Suganuma se fusionaron para formar Oyama el 1 de agosto de 1912. Oyama se anexionó la vecina Ashigara el 1 de abril de 1955, Kitago el 1 de agosto de 1956 y Subashiri el 30 de septiembre de 1956. El distrito Furusawa del antiguo Kitago fue transferido de Oyama a Gotenba el 1 de septiembre de 1957.

## Economía
Debido a su proximidad al área metropolitana de Tokio, Oyama tiene una economía mixta de agricultura e industria ligera. El arroz es el principal cultivo agrícola.

## Demografía
Según los datos del censo japonés, la población de Oyama ha disminuido en los últimos 50 años.
| Gráfica de evolución demográfica de Oyama entre 1960 y 2015 |
|                                                             |
| Oficina de Estadística de Japón                             |